# مارك إستيل
مارك إستيل (بالإنجليزية: Mark Estelle)‏ هو لاعب كرة قدم أمريكية أمريكي، ولد في 29 يوليو 1981 في كومبتون في الولايات المتحدة.